# تونی هی
تونی هی (انگلیسی: Tony Hey؛ زادهٔ ۱۷ اوت ۱۹۴۶) دانشمند رایانه در زمینه رایانش موازی اهل بریتانیا است.